# Michael Winslow
Michael Winslow, född 6 september 1958 i Spokane, Washington, är en amerikansk skådespelare. 
Winslow är mest känd från Polisskolanfilmerna. Winslow är särskilt känd för sin förmåga att imitera olika ljudeffekter.

## Filmografi (filmer som haft svensk premiär)[2]
- 1981 – Cheech & Chongs sköna drömmar – Superspade
- 1984 – Polisskolan – Larvell Jones
- 1985 – Polisskolan 2 – Första uppdraget – Larvell Jones
- 1986 – Polisskolan 3 – Begåvningsreserven – Larvell Jones
- 1987 – Polisskolan 4 – Kvarterspatrullen – Jones
- 1987 – Det våras för rymden – radartekniker
- 1988 – Interna affärer – Sly
- 1988 – Polisskolan 5 – Uppdrag Miami Beach – Jones
- 1989 – Polisskolan 6 – Går under jorden – Larvell Jones
- 1994 – Polisskolan: Uppdrag i Moskva – sergeant Larvelle Jones
- 2004 – Lenny: Mirakelhunden – John Wyndham